# Suc de Touron
Pour les articles homonymes, voir Touron (homonymie).
Le suc de Touron est un suc situé dans le Massif central. Il s'élève à 1 381 mètres d'altitude au sein du massif du Mézenc.

## Géographie

### Situation
Se trouvant sur la commune de Borée dans le département de l'Ardèche, il est à proximité des roches de Borée et du suc du Gouleïou. 

### Géologie
Caractérisé par la présence de phonolite bleue, le volcan est formé de blocs de formes parallélépipédiques avec de nombreux éboulis sur ses pentes.